# سيلنتو

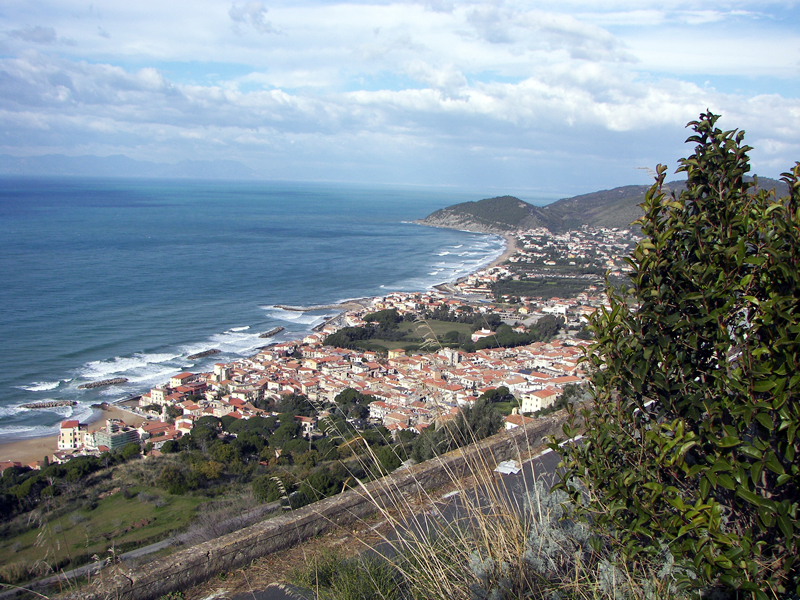
صورة سيلينتانو سانتا ماريا

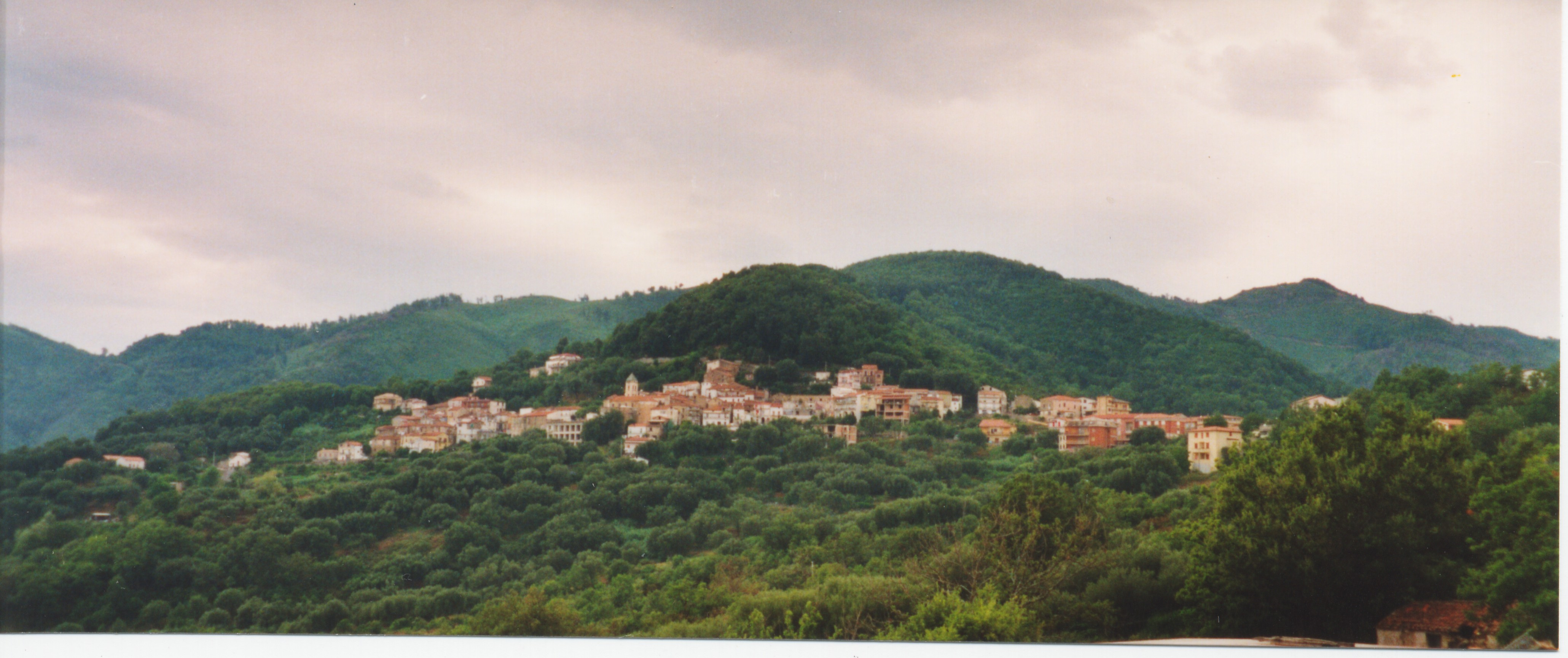
Panorama di San Mauro La Bruca

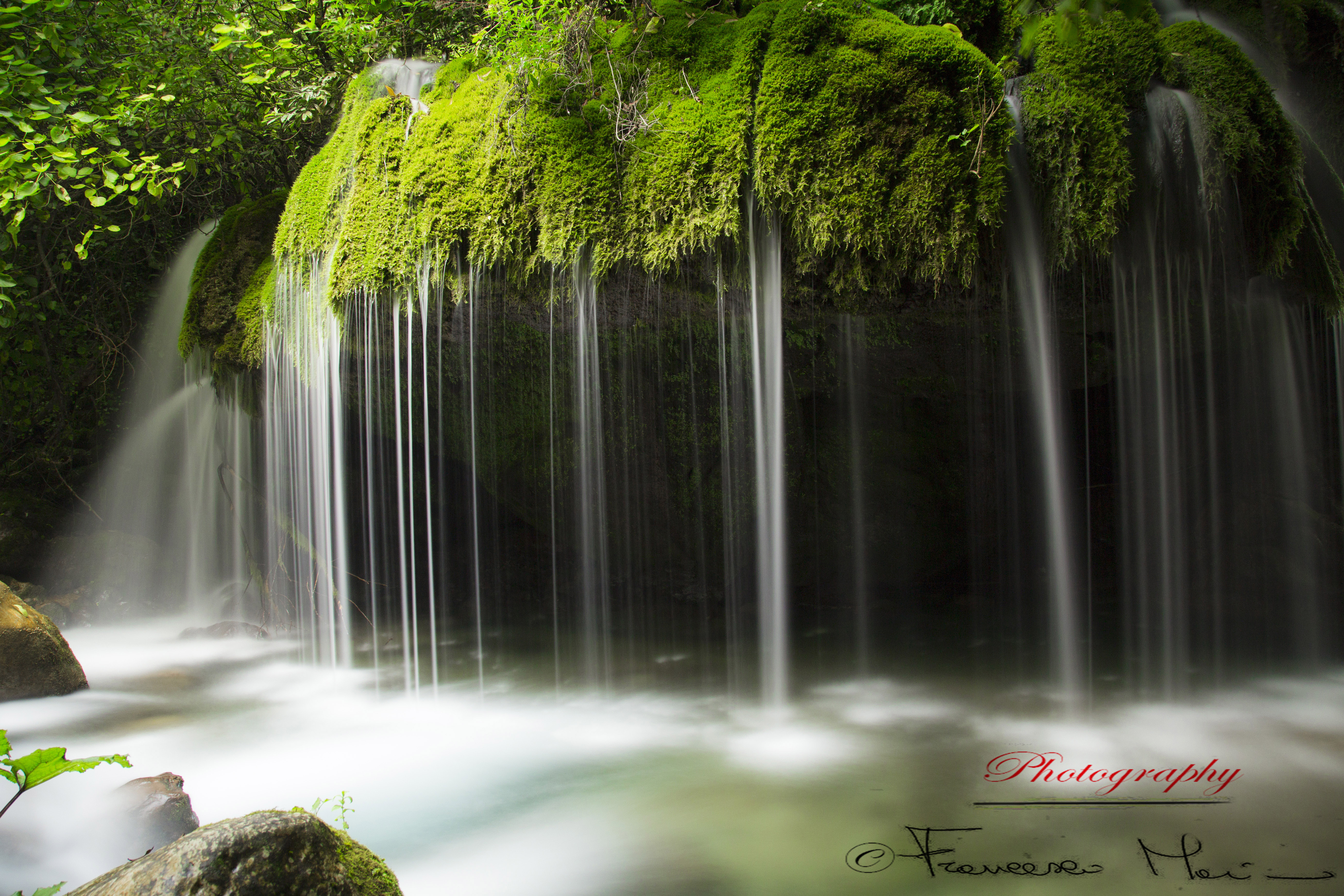
Capelli di Venere (Casaletto Spartano)

سيلنتو، (بالإنجليزية: Cilento)‏، هي منطقة جغرافية إيطالية في كامبانيا، في الجزء الأوسط والجنوبي من مقاطعة ساليرنو، وهي منطقة سياحية مهمة في جنوب إيطاليا.